# Донской (Городищенский район)
Донской — хутор в Городищенском районе Волгоградской области России, в составе Паньшинского сельского поселения. До середины 1962 года — хутор Нижне-Гниловский.
Население — 137 (2010)

## История
Предположительно основан в середине XIX века. Согласно Списку населённых мест Земли Войска Донского в 1859 году хутор Нижне-Гниловский входил в юрт станицы Трёх-Островянской Второго Донского округа Земли Войска Донского. На хуторе проживало 112 душ мужского и 114 женского пола.
Согласно Алфавитному списку населённых мест Области Войска Донского 1915 года земельный надел хутора составлял 3000 десятин земли, на хуторе имелось хуторское правление, проживало 189 душ мужского и 180 женского пола.
В 1921 году в составе Второго Донского округа включен в состав Царицынской губернии. В 1928 году включён в состав Иловлинского района Сталинградского округа Нижневолжского края (с 1934 года — Сталинградского края, с 1936 года — Сталинградской области). По состоянию на 1933 год хутор являлся центром Нижне-Гниловского сельсовета, объединявшего хутора Нижне-Гниловский, Верхне-Гниловский и Кислов. В период Великой Отечественной войны хутор Нижне-Гниловский был разрушен во время бомбежек, сельсовет упразднён. В 1954 году хутор Нижне-Гниловский включён в состав Паньшинского сельсовета. Указом Президиума Верховного Совета РСФСР от 28 мая 1962 года № 745/19 «О переименовании некоторых населенных пунктов Волгоградской области» хутор Нижнегниловский (Нижне-Гниловский) переименован в хутор Донской.
В 1970 году Паньшинский сельсовет в составе хуторов Паньшино и Донской передан из Иловлинского района в состав Калачевского района. В 1977 году передан в состав Городищенского района)

## География
Хутор расположен в степи на западе Городищенского района в 3 км от левого берега реки Дона (Цимлянское водохранилище), на высоте около 40 метров над уровнем моря. В 07 км к северо-западу от хутора расположено озеро Гнилое. Рельеф местности равнинный, имеет небольшой уклон по направлению к пойме реки Дон. Почвы — каштановые солонцеватые и солончаковые.
Близ хутора проходит автодорога Вертячий — Качалино. По автомобильным дорогам расстояние до центра Волгограда составляет 77 км, до районного центра посёлка Городище — 68 км, до хутора Паньшино — 9,8 км.

## Население
Динамика численности населения по годам:
| 1859 | 1873 | 1897 | 1915 | 1987 | 2002 |
| ---- | ---- | ---- | ---- | ---- | ---- |
| 226  | 342  | 588  | 369  | ≈130 | 107  |

| 2010 |
| ---- |
| 137  |